# Siganus uspi
Siganus uspi är en fiskart som beskrevs av Gawel och Woodland, 1974. Siganus uspi ingår i släktet Siganus och familjen Siganidae. Inga underarter finns listade i Catalogue of Life.